# Christopher Butler (arcivescovo)
Christopher Butler (in irlandese Criostóir de Buitléir; Garryricken, 18 gennaio 1673 – Westcourt, 4 settembre 1757) è stato un arcivescovo cattolico e nobile irlandese.

## Biografia

### Origini e formazione
Christopher Butler nacque il 18 gennaio 1673 a Garryricken, nella contea irlandese di Kilkenny, in uno dei rami cadetti della nobile famiglia hiberno-normanna dei Butler. Era il terzo figlio di Walter Butler di Garryricken, nipote di James Butler, I duca di Ormonde, e di Mary Plunkett, figlia di Christopher Plunket, II conte di Fingal. Suo fratello maggiore era Thomas Butler di Garryricken, che combatté per i giacobiti durante la guerra guglielmita.
Cominciò probabilmente i suoi studi in Inghilterra per poi trasferirsi a Parigi, dove si laureò in teologia e legge alla Sorbona e dove fu poi ordinato sacerdote e assegnato alla diocesi di Ossory. Mentre si trovava ancora in Francia tuttavia, fu raggiunto dalla notizia che il 1º agosto 1710 il clero di Cashel aveva inviato una petizione alla Santa Sede richiedendo che Butler fosse scelto come nuovo arcivescovo. Butler scrisse allora un lungo memoriale per convincere la Curia dell'inopportunità della propria elezione, ma la sua nomina fu comunque confermata da papa Clemente XI il 20 agosto dell'anno seguente. Ricevette l'ordinazione episcopale nella basilica di San Clemente al Laterano di Roma il 18 ottobre 1711 dalle mani del cardinale Ferdinando d'Adda.

### Operato come arcivescovo
Ricevuta l'ordinazione, rientrò immediatamente in Irlanda, dove fu costretto a governare la propria diocesi in semi-clandestinità a causa delle persecuzioni anticattoliche allora in corso nell'isola. Una delle sue prime iniziative come arcivescovo fu una serie di provvedimenti per permettere la formazione dei novizi nel territorio della diocesi stessa: gli studenti non avrebbero fatto vita comune in un seminario, bensì si sarebbero presentati davanti a un loro superiore in date prestabilite solo per ricevere istruzioni o per essere esaminati. Nell'aprile del 1713 fu emanato nei suoi confronti un mandato di comparizione dalla corte d'assise di Cork con l'accusa di aver ordinato due sacerdoti il precedente 29 gennaio, ma Butler non si presentò in udienza. Il 6 maggio dello stesso anno il cacciatore di preti Edward Tyrell informò lo sceriffo della contea di Tipperary che l'arcivescovo si nascondeva nel castello di Kilcash, ma quando lo sceriffo vi fece irruzione il successivo 27 maggio non trovò traccia di Butler.
Il 10 maggio 1718 la vicina diocesi di Emly, rimasta a lungo vacante, fu affidata in amministrazione perpetua all'arcivescovo di Cashel. Alcuni anni più tardi, nel 1735, Butler fece richiesta al nunzio apostolico per l'effettiva unione delle due diocesi, poiché la sede di Emly era troppo povera per potersi sostenere economicamente e poiché i suoi fedeli si rifiutavano di riconoscere l'autorità di un semplice amministratore apostolico, ma la sua istanza fu respinta. Sempre nel 1718 accettò insieme ai suoi vescovi suffraganei la costituzione apostolica Unigenitus Dei Filius, anche se nel 1733 lamentò come la diffusione della dottrina giansenista in Irlanda fosse stata enormemente e scientemente esagerata.
Nel 1723 ricevette l'autorizzazione a lasciare la propria diocesi per sei mesi per potersi recare a Plombières per curare una non meglio specificata malattia. Nello stesso anno inviò una rimostranza a Roma sull'eccessivo numero di novizi accettati nelle diocesi irlandesi e nel 1733 chiese a Propaganda Fide di proibire nuove ordinazioni e ammissioni agli ordini religiosi per cinque anni. Tuttavia nel 1736 si oppose alla decisione del Collegio degli Irlandesi di Parigi di escludere studenti già ordinati, sostenendo che conferire l'ordinazione sacerdotale agli studenti irlandesi prima di mandarli a studiare all'estero fosse fondamentale per il loro percorso.
Negli anni trenta dovette affrontare un nuovo inasprimento nell'applicazione delle leggi contro il clero cattolico. La crisi iniziò nel gennaio 1732, quando John Hennessy, un sacerdote sospeso della diocesi di Cork, dichiarò sotto giuramento di aver assistito all'apertura di una lettera inviata a Butler da Roma, nella quale il papa lo esortava a vendere indulgenze per raccogliere fondi a favore del pretendente giacobita Giacomo Stuart. Le accuse furono rafforzate quando fu scoperta l'effettiva esistenza di una colletta tra i cattolici, sebbene essa fosse in realtà mirata alla creazione di gruppi di pressione a Londra contro l'introduzione di ulteriori leggi penali. Raggiunto da queste notizie, il parlamento britannico decise nel gennaio 1734 per una più severa applicazione delle leggi, motivo per cui Butler e altri prelati irlandesi furono nuovamente costretti alla latitanza per diversi mesi a seguire. Un altro periodo di irrigidimento delle leggi penali si ebbe nel 1744, quando si diffuse la voce di una possibile imminente invasione franco-giacobita dell'Irlanda: diversi cattolici di Cashel, interrogati dalle autorità locali, dichiararono che Butler era il loro arcivescovo e che si nascondeva a Kilcash, ma non è noto se ciò portò a una nuova perquisizione della tenuta o ad altri tentativi di arresto.
Nel 1749, dato il deterioramento della propria salute, chiese e ottenne che suo cugino James Butler venisse nominato suo vescovo coadiutore con diritto di successione. Fu lui stesso a consacrarlo vescovo nel maggio 1750 e immediatamente gli delegò la maggior parte delle responsabilità amministrative della diocesi. In una lettera del settembre dello stesso anno lamentava l'ormai quasi totale perdita della vista e le sempre maggiori difficoltà mnemoniche e cognitive. Morì il 4 settembre 1757 a Westcourt, vicino a Callan, a casa della nipote Helen. Fu seppellito nella cripta di famiglia a Kilcash.

## Genealogia episcopale e successione apostolica
La genealogia episcopale è:
- Arcivescovo Dominic Maguire, O.P.
- Cardinale Ferdinando d'Adda
- Arcivescovo Christopher Butler

La successione apostolica è:
- Vescovo Eustace Brown (1713)
- Arcivescovo James Butler I (1750)